# Claycomo
Claycomo és una població dels Estats Units a l'estat de Missouri. Segons el cens del 2000 tenia 1.267 habitants.

## Demografia
Segons el cens del 2000, Claycomo tenia 1.267 habitants, 596 habitatges, i 345 famílies. La densitat de població era de 195,7 habitants per km².
Dels 596 habitatges en un 22,1% hi vivien nens de menys de 18 anys, en un 41,9% hi vivien parelles casades, en un 11,9% dones solteres, i en un 42,1% no eren unitats familiars. En el 36,1% dels habitatges hi vivien persones soles el 10,6% de les quals corresponia a persones de 65 anys o més que vivien soles. El nombre mitjà de persones vivint en cada habitatge era de 2,1 i el nombre mitjà de persones que vivien en cada família era de 2,72.
Per edats la població es repartia de la següent manera: un 19,7% tenia menys de 18 anys, un 9,2% entre 18 i 24, un 27,9% entre 25 i 44, un 26,5% de 45 a 60 i un 16,7% 65 anys o més.
L'edat mediana era de 40 anys. Per cada 100 dones de 18 o més anys hi havia 95,4 homes.
La renda mediana per habitatge era de 39.271 $ i la renda mediana per família de 44.861 $. Els homes tenien una renda mediana de 29.531 $ mentre que les dones 23.990 $. La renda per capita de la població era de 20.000 $. Entorn del 4,3% de les famílies i el 4,7% de la població estaven per davall del llindar de pobresa.

## Poblacions més properes
El següent diagrama mostra les poblacions més properes.